# Brexiella
Brexiella ist eine Pflanzengattung aus der Familie der Spindelbaumgewächse (Celastraceae).

## Beschreibung
Brexiella sind kahle Bäume oder Sträucher. Die Blätter stehen gegenständig, selten wirtelig, sind ganzrandig und am Rand gezähnt oder stachelig-gezähnt.
Der Blütenstand ist achselbürtig, sympodial oder büschelig. Die Blüten sind zwittrig und fünfzählig, der Diskus fleischig und ringförmig, fünfwinklig oder fünflappig. Die Staubbeutel öffnen sich längs zum Zentrum der Blüte hin, der Fruchtknoten ist zwei- bis dreifächrig, je Fach gibt es zwei Samenanlagen.
Die Frucht ist eine kugelförmige, einigermaßen fleischige Beere, mit drei bis vier annähernd kugeligen, eiweißreichen und von einem Arillus umgebenen Samen. Die Raphe ist verzweigt.

## Verbreitung
Die Gattung ist endemisch in Madagaskar, wo sie in feuchten und küstennahen Wäldern vorkommt.

## Systematik
Die Gattung umfasst zwei Arten:
- Brexiella cymosa H.Perrier
- Brexiella ilicifolia H.Perrier.

## Nachweise
- M.P. Simmons: Celastraceae. In: Klaus Kubitzki (Hrsg.): The Families and Genera of Vascular Plants - Volume VI - Flowering Plants - Dicotyledons - Celastrales, Oxalidales, Rosales, Cornales, Ericales. 2004, S. 29–64